# Danial Hajibarat
Danial Hajibarat (în persană دانیال حاجی برات; n. 4 iunie 1983, Teheran, Iran) este regizor, scenarist și producător iranian.
De asemenea, a fost unul dintre realizatorii independenți din Iran.